# 梅尔夫

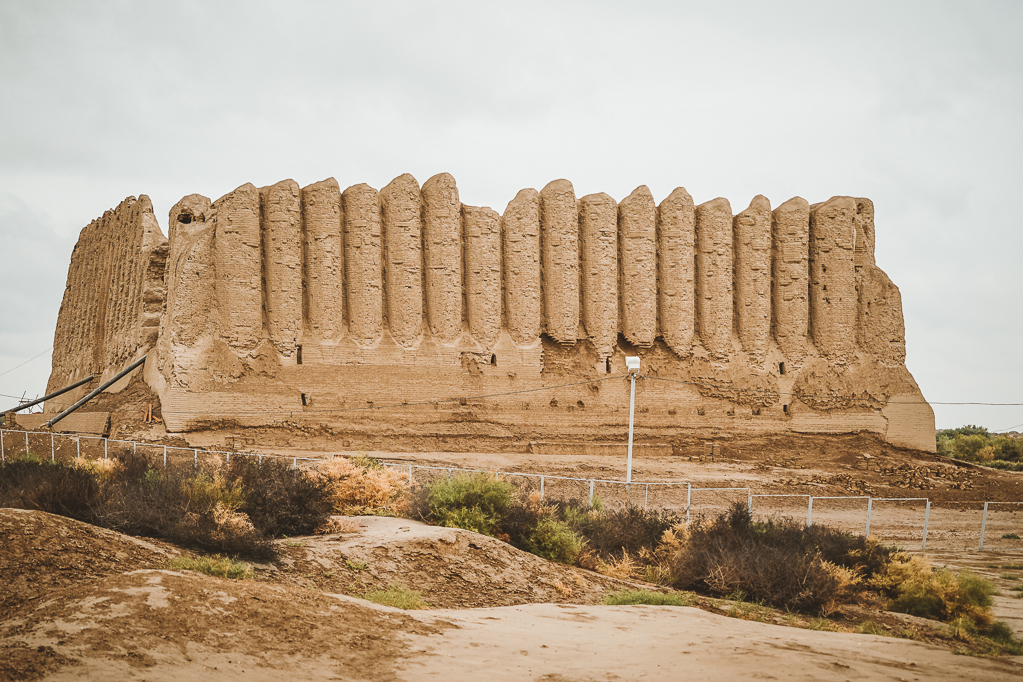
大凱斯卡拉城堡遺址

梅尔夫（英語：Merv，Мерв、مرو，Marv，羅馬化：Marguš)，古称木鹿、末禄、马兰、马鲁、麻里兀，在希臘化時期，也叫做馬爾吉亞納的亞歷山大城（英語：Alexandria in Margiana）、馬爾吉亞納的安條克（英語：Antiochia in Margiana），是位于中亞土库曼斯坦马雷州的一个古代綠洲城市（今土库曼斯坦巴伊拉姆阿里附近）。梅尔夫古城在撒马儿罕和巴格达之间，是古代丝绸之路的交通要道。
莫夫從公元前3世紀至公元18世紀都有人定居。本屬於波斯的阿契美尼德王朝，不過歷史上它反覆易手。在塞琉古帝国統治下，它是馬爾吉亞納總督的行政中心。 隨後由希臘人，阿拉伯人，土耳其人和薩法維波斯人統治。在12和13世紀，它成為世界上最大的城市之一，人口多達50萬人。1220年，成吉思汗的四子拖雷，调兵七万攻打麻里兀，1221年城破；除去四百个工匠之外，其余的超过一百万人口被屠杀殆尽，城墙被拆毁。从此莫夫永远失去了世界级大城市的地位，结束了繁荣的历史。
1999年，联合国教育科学文化组织將其列入世界文化遺產。

## 歷史
- 公元前2300年至公元前1700年，此地和巴爾赫為巴克特里亞·馬爾吉亞納文明體（青銅時代）的中心，其語言似是原始印度-伊朗語的一種語支。祆教稱此地為Môuru，並認為阿胡拉·馬茲達創造Môuru作為十六個神聖之地之一[5]。
- 在希臘化時期，特別是希臘-巴克特里亞王國統治後，此處成為許多佛教寺院的聚集地和學習中心，這樣的風氣一直持續到這裡的居民改宗伊斯蘭前為止。
- 在薩珊王朝統治這裡後，此處成為錢幣鑄造的重鎮，並且也是許多不同宗教包括祆教、佛教、摩尼教、基督教（東方教會）在內的聚集場所。
- 漢朝時，中國稱此城为木鹿，有小安息之稱[6]。《梁书》称末国，西与波斯接[7]。
- 從七世紀開始，這裡被納入倭马亚王朝，並成為培育穆斯林學者從事伊斯蘭教法學、聖訓學、歷史學、文學等學術活動的大城市。

在塞尔柱帝国统治下，于1145年—1153年间，木鹿的人口达到20万人，是当时世界上的大城市之一。
- 1254年至1255年，小亚美尼亚国王海屯一世在经过中亚到蒙古旅行时，曾路过马鲁[8]。
- 1260年蒙古大汗蒙哥所遣轉運使常德，出使伊兒汗國时，曾路过此地，在《西使記》中称为马兰。

## 外部連結
- British Museum Research Project （页面存档备份，存于）
- Hazlitt's Classical Gazetteer
- Ancient Merv Project UCL （页面存档备份，存于）
- Merv Digital Media Archive (creative commons-licensed photos, laser scans, panoramas), particularly focusing on Sultan Kala (Gala), with data from a University College London/CyArk research partnership